# Paulo Sérgio (ur. 1969)
Paulo Sérgio, właśc. Paulo Sérgio Silvestre do Nascimento (ur. 2 czerwca 1969 w São Paulo) – brazylijski piłkarz występujący na pozycji napastnika lub skrzydłowego pomocnika; Mistrz Świata z 1994 roku.

## Kariera klubowa
Wychował się w Corinthians Paulista. W 1993 roku trafił do Bayeru 04 Leverkusen. Po czterech latach gry w Bayerze zmienił otoczenie odchodząc do AS Roma. Grał w niej w latach 1997–1999. W 1999 roku przeszedł do Bayernu Monachium. W 2002 roku zdecydował się na wyjazd do Zjednoczonych Emiratów Arabskich, do Al-Wahda. Następnie w 2003 roku został piłkarzem EC Bahia, gdzie ostatecznie zakończył karierę.
W 2001 roku triumfował z Bayernem Monachium w rozgrywkach Ligi Mistrzów. W meczu finałowym przeciwko Valencii pojawił się na boisku w 108 minucie. W konkursie rzutów karnych, które decydowały o zwycięstwie, jako pierwszy piłkarz Bayernu podszedł do „jedenastki”, jednak strzelił nad poprzeczką bramki Santiago Cañizaresa.
Wraz z Bayernem zdobył ponadto Puchar Interkontynentalny (2001) oraz dwa razy mistrzostwo Niemiec (2000, 2001). Na swoim koncie ma także mistrzostwo Brazylii z drużyną Corinthians (1990).
W Bundeslidze rozegrał łącznie 198 spotkań, zdobył 68 goli. Obejrzał także 23 żółte kartki (ani jednej czerwonej).

## Kariera reprezentacyjna
W reprezentacji Brazylii rozegrał 12 spotkań (w latach 1991–1994), zdobył 2 bramki. Podczas Mistrzostw Świata w 1994 roku był zmiennikiem; dwa razy wchodził z ławki rezerwowych w meczach grupowych z Kamerunem oraz Szwecją. Łącznie spędził na boisku 23 minuty. Mecz ze Szwecją był jego ostatnim występem w barwach narodowych.